# Glenn Whelan
Glenn David Whelan (Dublin, Írország, 1984. január 13. –) ír labdarúgó, aki jelenleg a Bristol Roversben játszik középpályásként. Az ír válogatott tagjaként kijutott a 2012-es Európa-bajnokságra.

## Pályafutása

### Manchester City
Whelan 2001-ben a Manchester City ír fiókcsapatától, a Cherry Orchardtól került a kék mezesekhez. Egyetlen mérkőzésen lépett pályára az első csapatnál, 2003 augusztusában egy TNS elleni UEFA-kupa-mérkőzésen állt be csereként Paul Bosvelt helyére. Később kölcsönvette a Bury FC, ahonnan 2004 januárjában tért vissza a Cityhez.

### Sheffield Wednesday
2004 nyarán Whelan ingyen átigazolt a Sheffield Wednesdayhez. Rögtön fontos tagja lett a csapatnak, első szezonjában 41 mérkőzésen lépett pályára. Csapata bejutott a harmadosztály rájátszásába. A Hartlepool United ellen megnyert döntőn fontos gólt szerzett, és a mérkőzés legjobbjának is megválasztották.
A Championshipben is megállta a helyét, Lee Bullen sérülését követően Paul Sturrock menedzser neki adta a csapatkapitányi karszalagot. A Wednesday sikeresen megőrizte másodosztályú tagságát. 2006 júliusában Whelan meglepetésre átadólistára került, mivel Sturrock leigazolta Wade Smallt, Kenny Luntot és Yoann Follyt a középpályára. Sturrock távozása után a csapat következő menedzsere, Brian Laws levette a transzferlistáról. Whelan meghálálta a bizalmat, hét gólt szerzett a 2006/07-es idényben, a Leicester City, a Southampton és a Luton Town ellen is látványos, távoli lövésből talált be. Remek teljesítménye miatt több díjat is kapott a szezonban. A 2008-as téli átigazolási időszakban több klub is szerette volna leigazolni, de a sheffieldiek a Burnley és a Plymouth Argyle ajánlatát is visszautasították. Január 30-án aztán mégis elhagyta a klubot, 500 ezer font ellenében a Stoke Cityhez szerződött.

### Stoke City

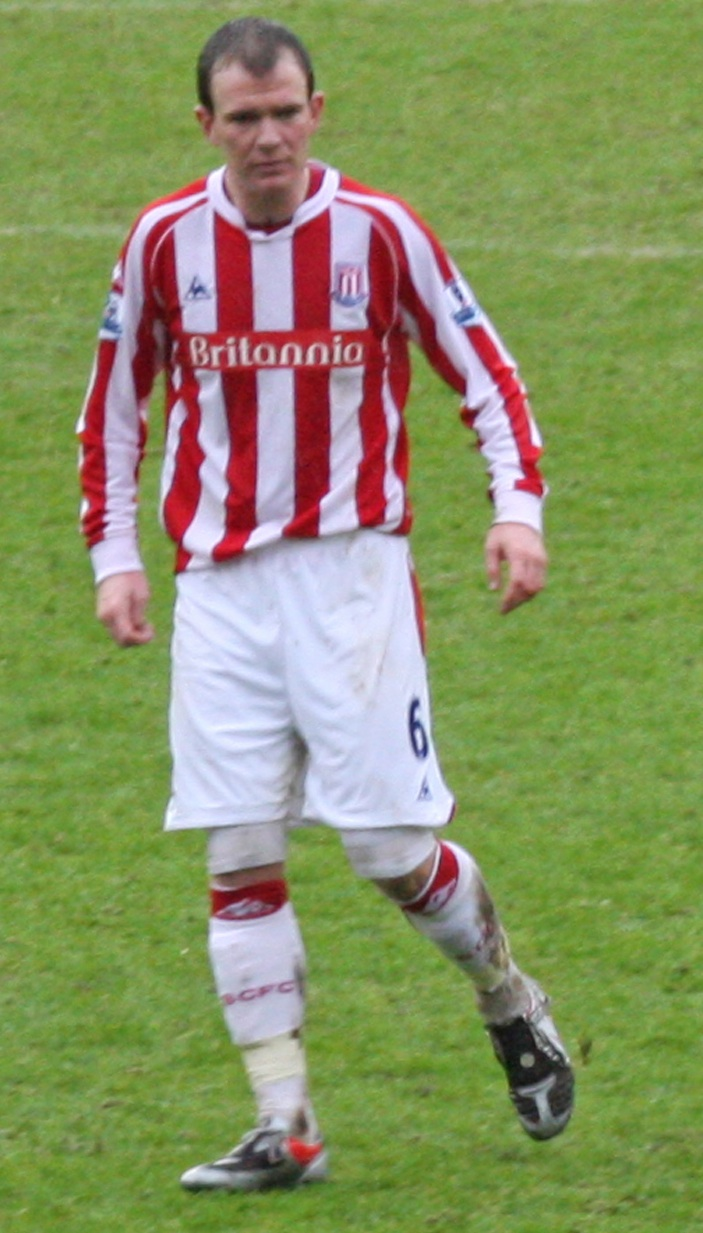
Whelan a Stoke-ban 2010-ben

Whelan három és fél éves szerződést kötött a Stoke Cityvel, első mérkőzését 2008. február 2-án játszotta, amikor a 82. percben csereként beállt Mamady Sidibe helyére a Cardiff City ellen. A következő, Wolverhampton Wanderers elleni meccsen már kezdőként kapott lehetőséget. Első gólját 2008. április 7-én, a Crystal Palace ellen lőtte, ennek ellenére csapata 2-1-re kikapott. A 2007/08-as szezonban 14 meccsen játszott a Stoke-ban, mely másodikként végzett a Championshipben, így egyenes ágon feljutott a Premier League-be.
A csapat első Premier League-mérkőzésén, a Bolton Wanderers ellen kezdőként lépett pályára, de gyenge teljesítmény nyújtott. Ennek eredményképp kikerült a csapatból, és csak a Ligakupában, valamint a tartalék csapat mérkőzésen játszhatott. Az is szóba került, hogy elhagyja a Cityt, de kijelentette, hogy maradni szeretne. Sikerült visszaverekednie magát az első csapatba, ismét fontos tagjává vált a klubnak, mely kivívta a bennmaradást a Premier League-ben. 2009. március 1-jén, az Aston Villa ellen gólt szerzett, amivel egy pontot megmentett csapatának.
2009. szeptember 15-én Whelan új, négy évre szóló szerződést kötött a piros-fehérekkel. A 2009/10-es évadban első gólját a Tottenhma Hotspur ellen szerezte, mellyel csapata 1-0-re meg is nyerte a mérkőzést. Később a Manchester City elleni 1-1-es meccsen is betalált. Az Arsenal játékosa, Aaron Ramsey egyik nyilatkozatában köszönetet mondott neki, amiért rögtön a segítségére sietett, mikor a két csapat meccsén egy kemény ütközés után eltört a lába.
Whelan 2011. január 1-jén, az Everton ellen minden sorozatot egybevéve lejátszotta 100. mérkőzését a Stoke színeiben. A 2010/11-es szezon elején nem volt állandó tagja a klub kezdőjének, de márciusra ismét megszilárdította a helyét, és kulcsszerepe volt abban, hogy csapata bejutott az FA Kupa döntőjébe. A fináléban a Stoke City 1-0-ra kikapott a Manchester Citytől. 2011. május 8-án Whelan az Arsenal ellen lejátszotta századik bajnokiját is a klubnál.
2011 augusztusában az FC Thun ellen látványos gólt szerzett az Európa-ligában. Novemberben a Bolton ellen is eredményes volt, előtte csaknem 18 hónapig gólképtelen volt a bajnokságban. 2012. január 11-én újabb három és fél évvel meghosszabbította szerződését. Miután 2012 márciusában 37. alkalommal lépett pályára az ír válogatottban, megdöntötte Gordon Banks rekordját, korábban a legendás kapus volt a Stoke legtöbb válogatottsággal rendelkező labdarúgója.

## Válogatott
Whelan 2000 októberében debütált az ír U16-os válogatottban, majd később az U20-as és az U21-es csapatban is megfordult. Az U20-as együttessel részt vett a 2003-as ifjúsági vb-n.
A B-válogatottban 2007. november 20-án, Skócia ellen mutatkozott be. 2008 májusában a felnőtt válogatottban is pályára léphetett, Szerbia ellen. Első gólját 2008. szeptember 6-án, egy Grúzia elleni vb-selejtezőn szerezte. Giovanni Trapattoni szövetségi kapitánnyá való kinevezése után Whelan állandó tagja lett az ír válogatottnak. 2009. október 10-én, Olaszország ellen egy látványos, távoli lövés után megszerezte második gólját is a csapatban. Az írek pótselejtezőt játszhattak a 2010-es vb-n való részvételért, de a Franciák ellen botrányos körülmények között összesítésben 2-1-re kikaptak.
A 2012-es Eb-re már kijutott az ír csapat, miután a pótselejtezőn összesítésben 5-1-re verte Észtországot. Whelan is bekerült a 23 fős Eb-résztvevő keretbe.

## Sikerei, díjai

### Klubjaiban

#### Sheffield Wednesday
- A League One rájátszásának győztese: 2005

#### Stoke City
- A Chamionship ezüstérmese: 2007/08
- Az FA Kupa ezüstérmese: 2011

### Egyéni sikerek

#### Sheffield Wednesday
- Az év játékosa: 2007

## Magánélete
Whelan Dublinban született, gyermekkorában a Liverpoolnak szurkolt. Példaképe a Manchester Unitedben és az Aston Villában is legendás alakká váló hátvéd, Paul McGrath.

## Fordítás
- Ez a szócikk részben vagy egészben  a   Glenn Whelan című angol Wikipédia-szócikk fordításán alapul.  Az eredeti cikk szerkesztőit annak laptörténete sorolja fel. Ez a jelzés csupán a megfogalmazás eredetét és a szerzői jogokat jelzi, nem szolgál a cikkben szereplő információk forrásmegjelöléseként.

## Külső hivatkozások
- Glenn Whelan pályafutásának statisztikái a Soccerbase oldalon (angolul)

- Glenn Whelan adatlapja a Stoke City honlapján